# МБИ-2

Микроскоп МБИ-2

МБИ-2 (микроскоп биологический исследовательский, тип 2) — советский бинокулярный биологический световой микроскоп.

## Назначение
Микроскоп предназначался для медицинских и биологических исследований прозрачных объектов в проходящем свете и для их фотографирования. При использовании осветителя отраженного света ОИ-21, комплектуемого эпиобъективами, микроскоп позволял исследовать непрозрачные объекты в отражённом свете по методу темного и светлого поля.

## Устройство
Конструкция микроскопа является стандартной.

### Окуляры и объективы
Микроскоп укомплектовывался тремя компенсационными окулярами К-5, К-7 и К-10 (увеличения соответственно 5 Х, 7 Х и 10 Х) и четырьмя объективами с увеличениями 10 Х, 20 Х, 60 Х и 90 Х.
Микроскоп имел увеличения:
- с окулярами К-5 — 50 Х, 100 Х, 300 Х и 450 Х;
- с окулярами К-7 — 70 Х, 140 Х, 420 Х и 630 Х;
- с окулярами К-10 — 100 Х, 200 Х, 600 Х и 900 Х.

### Особенности
1. Осветительная система смонтирована внутри основания микроскопа;
2. Микроскоп подключался к сети с напряжением 120 В через трансформатор;
3. Микроскоп имеет панкратический конденсор с переменной апертурой;
4. Тубус микроскопа съёмный;
5. Предметный столик вращающийся.